# إيزي لانغ
إيزي لانغ (بالإنجليزية: Izzy Lang) هو لاعب كرة قدم أمريكية أمريكي، ولد في 2 فبراير 1942.

## وصلات خارجية
- إيزي لانغ على موقع مرجع كرة القدم المحترفة.كوم (الإنجليزية)
- إيزي لانغ على موقع IMDb (الإنجليزية)